# Давлетьяров, Ахметсафа Мустафович
Ахметсафа Мустафович Давлетьяров (июль 1905, с. Татарская Каргала, Бугурусланского уезда, Оренбургской губернии, Российская империя — 9 мая 1938, г. Казань, ТАССР, РСФСР, СССР) — советский татарский государственный и политический деятель. Член РКП(б) с 1925 года.

## Биография
В 1917—1921 работал по найму на сельскохозяйственных работах.
В 1925 году окончил Татарский педагогический техникум в Оренбурге. С 1927 по 1930 продолжил учёбу в Татарском коммунистическом университете. До 1933 года учился в аспирантуре того же университета.
С 1925 на партийной работе. В 1925—1927 — ответственный инструктор Хорезмского окружного комитета КП (б) Узбекистана.
В 1930 назначен заведующим культурно-просветительским отделом Мензелинского кантонного комитета ВКП (б) (Татарская АССР).
В 1933—1935 — первый заместитель начальника Политического отдела Мензелинской машинно-тракторной станции (Татарская АССР).
В 1935—1936 работал секретарём Кзыл-Юлдузского районного комитета ВКП (б) (Татарская АССР).
В 1936 стал редактором Татарского государственного издательства. А в следующем году — ответственным редактором газеты «Кзыл Татарстан» («Красная Татария»).
С июля по 29 ноября 1937 — председатель СНК Татарской АССР.
Репрессирован по «султангалиевщине». 29 ноября 1937 был арестован и уже 9 мая 1938 расстрелян.
Реабилитирован посмертно в 1956 году.